# Melanophila cuspidata
Melanophila cuspidata es una especie de escarabajo joya del género Melanophila, orden Coleoptera. Fue descrita por Klug en 1829.
La especie se mantiene activa durante los meses de enero, mayo, junio, julio, agosto, septiembre y noviembre, siendo agosto el de mayor actividad.

## Distribución
Se distribuye por Francia, España, Grecia, Sudáfrica, Croacia, Italia, Portugal, Turkmenistán, Turquía, Mozambique, Namibia, Túnez y Zimbabue.